# Gnomonia graphis
Gnomonia graphis är en svampart som beskrevs av Fuckel 1870. Gnomonia graphis ingår i släktet Gnomonia och familjen Gnomoniaceae.   Inga underarter finns listade i Catalogue of Life.